# Коцурів
Ко́цурів — село в Україні, в Давидівській сільській громаді Львівського району Львівської області. Населення становить 188 осіб (станом на 1 січня 2021 р.).

## Географія
Селом тече потік Коцурівський.

## Населення
За даними всеукраїнського перепису населення 2001 року, у селі мешкала 171 особа. Мовний склад села був таким:
| Мова       | Число ос. | Відсоток |
| ---------- | --------- | -------- |
| українська | 170       | 99,42    |
| молдовська | 1         | 0,58     |

Перші згадки про Коцурів датувалися приблизно в останній чверті XI ст. Середній з Ростиславичів Володар утвердився в Звенигородському князівстві, до якого згодом належало с. Коцурів. Згодом правління передалось сину Володаря — Володимирку. За його правління місто пережило найбільшого розквіту. На початку 1140-х рр. становлення міцного західно-руського князівства завершилось і після перенесення Володимирком столиці до Галича (1141 або 1144) було створено єдине Галицьке князівство. Після цього ролі Звенигорода зменшились. У 1223 р. верховний правитель Монголії Чингізхан направив свої війська на Русь-Україну. Новий князь Звенигорода, який переніс столицю до Перемишлю став набирати війська проти монголо-татарської навали. Протягом 1241 р. Звенигород зруйнували, проте було чимало захисників і активістів, які не здавались. Одним з воїнів був Коцур, якому за вірну службу і відданість рідному краю дали землю. Він там оселився і збудував село, на окраїні Пустомитівського району, яке згодом назвали в його честь — Коцурів.
В 1729 році в селі збудували дерев'яний храм св. Симеона Стовпника. На даний час цей храм внесений до реєстру пам'яток архітектури національного значення. Можна виділити патріота України Гулу Василя Івановича, він допомагав при церкві, без нього не відбувалась жодна п'єса в Народному домі. Комусь він перешкодив, і через це був вбитий в кінці 40-х двадцятого століття разом з сім'єю у власному домі. Видатною пам'яткою архітектури є дерев'яний постамент Іоана Хрестителя, який знаходиться на території церкви. Подейкують, в часи воювання Б.Хмельницького проїжджав через Коцурів один князь, якому сподобалась місцевість села. В честь цього він поставив фігуру Іоана. Проїжджаючи ще кількома селами, він поставив ще декілька пам'ятників в с. Відники і с. Романів. Проте, на жаль, в часи загарбницької війни фашисти зруйнували ці пам'ятки архітектури. Та все ж, в Коцурові вона залишилась, хоча і без руки.
Народний дім в с. Коцурів збудований майже століття тому за кошти односельців, які раніше поїхали в США, де і залишились. Будівлю зводили дружно, охочими мешканцями. Вже ціле століття в Народному домі проводяться різні масові заходи.
Коли Україна здобула незалежність звели могилу, присвячену героям УПА (1991 р.)

## Церква

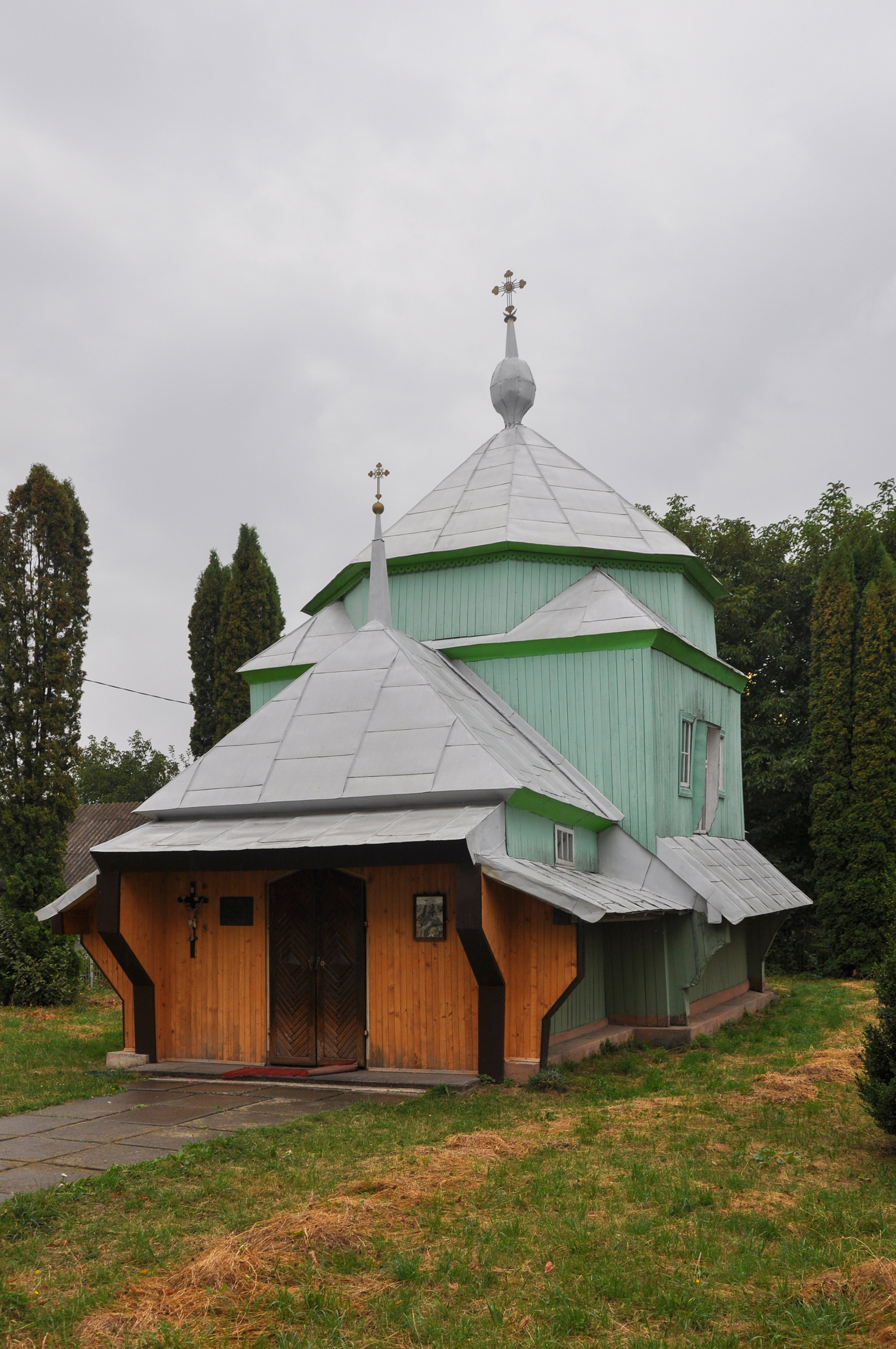
Церква св. Симеона Стовпника

- Дерев'яний храм св. Симеона Стовпника збудований у 1729 р. Внесений до реєстру пам'яток архітектури національного значення за охоронним номером 474/1.